# Port lotniczy Winnipeg
Port lotniczy Winnipeg (IATA: YWG, ICAO: CYWG) – międzynarodowy port lotniczy położony w Winnipeg, w stanie Manitoba. Jest siódmym co do wielkości portem lotniczym Kanady. W 2007 obsłużył ponad 3,5 mln pasażerów. W 2012 r. główny terminal pasażerski lotniska Winnipeg został wybrany przez Travel Channel za jedną z najbardziej znanych budynków terminali lotniczych na świecie.

## Historia
Lotnisko otwarto w 1928 roku jako Stevenson Aerodrome na cześć wybitnego lotnika i pioniera lotniczego Manitoby, kapitana Freda J. Stevensona. Stevenson Aerodrome znane również jako Stevenson Field, było pierwszym międzynarodowym lotniskiem w Kanadzie. W 1958 roku, na wniosek Kanadyjskiego Ministerstwa Transportu, Stevenson Field został oficjalnie przemianowany na Port lotniczy Winnipeg (Winnipeg International Airport).
Oryginalny budynek głównego terminala został wybudowany w 1964 roku i został zaprojektowany przez firmę architektoniczną Green Blankstein Russell and Associates (następnie GBR Associates and Stantec Limited). Został rozbudowany i wyremontowany w 1984 roku przez firmę architektoniczną IKOY oraz został zbudowany hotel naprzeciwko terminalu w 1998 roku. Oryginalny główny budynku terminalu, który został zamknięty 30 października 2011, a następnie wyburzony, był przykładem modernistycznego stylu międzynarodowej architektury.
10 grudnia 2006 r. Minister Transportu, Lawrence Cannon, ogłosił, że Winnipeg International Airport zmienia swoją nazwę na Winnipeg James Armstrong Richardson International Airport na cześć wpływowego biznesmena i pioniera lotnictwa komercyjnego z Winnipeg.

## Terminale

### Terminal Główny
Główny terminal lotniska w Winnipeg został zaprojektowany przez Pelli Clarke Pelli Architects i Stantec. Projekt terminalu został zainspirowany charakterystyczny dla miasta Winnipeg i prowincji Manitoba krajobrazu. Jest to pierwszy terminal na lotnisku w Kanadzie z certyfikatem LEED z przyjazną dla środowiska koncepcji, projektowania, budowy i eksploatacji. Terminal został zbudowany w dwóch fazach, z początkiem budowy w 2007 roku i końcem 30 października 2011 roku, kiedy został oficjalnie otwarty dla pasażerów. Wraz z nowym terminalem, zbudowana została wielopoziomowa droga dojazdowa i otwarta w październiku 2006 r., a czteropiętrowy parking na 1559 miejsc został otwarty w listopadzie 2006 roku. Wszystkie linie lotnicze obsługujące międzynarodowe lotnisko Winnipeg działają w głównym budynku terminalu, z wyjątkiem Perimeter Aviation i Kivalliq Air.

### Inne budynki terminali
Istnieją dwie regionalne linie lotnicze, które obsługują własne małe, ekskluzywne budynki terminala na międzynarodowym lotnisku w Winnipeg, aby ułatwić usługi dla pasażerów, ładunków i czarterów. Te linie nie używać głównego terminala z powodu ich różnych operacji na małych oddalonych społecznościach w całej północnej Manitobie za pomocą małego samolotu śmigłowego.
Budynek terminalu Perimeter Aviation położony jest 2,6 km na południe od głównego terminala i jest obsługiwany wyłącznie przez Perimeter Aviation. Kivalliq Air prowadzi również własny wyłączny budynek terminalu, w odległości 1,5 km na południe od głównego terminala.

## Usługi pasażerskie
Główny budynek terminalu lotniska Winnipeg dysponuje kilkoma punktami handlowymi i restauracjami. Salisbury House, Gondola Pizza, Rocky Mountain Chocolate Factory, Toad Hall Toys, sklep PGA Tour, Metalsmiths Sterling, CNBC News, Red River News, Starbucks, Upper Crust, Fuel Bar i Red Wok znajdują się za strefą bezpieczeństwa w hali odlotów. Stella Cafe and Bakery znajduje się przed strefą bezpieczeństwa obok obszaru chek-in oraz restauracja Harvey's znajduje się w hali przylotów. Istnieją dwa restauracje T.G.I. Friday's na lotnisku, jedna w hali odlotów krajowych i jedna w strefie odlotów do USA. Kawiarnia Tim Horton's zlokalizowana jest w hali przylotów, a także w hali odlotów zarówno w strefie krajowej i międzynarodowej.
Lotnisko jest obsługiwane przez dwa sklepy wolnocłowe, jak również Liquor Mart Express znajdujący się w hali przylotów. Bankomaty i kantory wymiany walut znajdują się na całym lotnisku.
Air Canada prowadzi Maple Leaf Lounge znajdujący się w krajowej/międzynarodowym strefie odlotów.
Darmowe WiFi jest zapewniane przez Winnipeg Airports Authority w całym budynku terminalu.

## Linie lotnicze i połączenia
- Air Canada (Montréal-Trudeau, Toronto-Pearson, Vancouver; Sezonowo: Cancún, Montego Bay)
- Air Canada Jazz (Calgary, Edmonton, Montréal-Trudeau, Ottawa, Regina, Saskatoon, Thunder Bay, Toronto-Pearson)
- Air Transat (Cancún, Manzanillo, Puerto Plata, Puerto Vallarta, Punta Cana, Varadero) [sezonowo]
- Bearskin Airlines (Dryden, Flin Flon, Fort Frances, Kenora, Red Lake, Sioux Lookout, The Pas, Thunder Bay; Sezonowo: Lynn Lake)
- Calm Air (Arviat, Baker Lake, Chesterfield Inlet, Churchill, Coral Harbour, Flin Flon, Gillam, Rankin Inlet, The Pas, Thompson, Whale Cove, Repulse Bay)
- Delta Connection obsługiwane przez Compass Airlines (Minneapolis/St. Paul)
- Delta Connection obsługiwane przez Endeavor Air (Minneapolis/St. Paul)
- Delta Connection obsługiwane przez SkyWest Airlines (Minneapolis/St. Paul)
- First Air (Iqaluit [sezonowo], Rankin Inlet)
- Kivalliq Air (Sanikiluaq)
- Perimeter Aviation (Berens River, Brandon, Brochet, Cross Lake, Dauphin, Garden Hill, Gods Lake Narrows, Gods River, Lac Brochet, Norway House, Oxford House, Pikangikum, Red Sucker Lake, Sandy Lake, St. Theresa Point, Shamattawa, South Indian Lake, Tadoule Lake, Thompson, York Landing)
- Sunwing Airlines (Cancún, Cayo Coco, Cayo Santa Maria, Freeport, Holguín, Huatulco, Montego Bay, Puerto Vallarta, Punta Cana, San Jose del Cabo, Varadero) [sezonowo]
- United Express obsługiwane przez ExpressJet Airlines (Chicago-O'Hare, Denver)
- United Express obsługiwane przez SkyWest Airlines (Chicago-O'Hare, Denver)
- WestJet (Calgary, Edmonton, Las Vegas, Montréal-Trudeau, Ottawa, Thunder Bay (do 26 czerwca 2014), Toronto-Pearson, Vancouver; Sezonowo: Cancún, Hamilton, London (ON), Montego Bay, Orlando, Palm Springs, Phoenix, Puerto Vallarta, San José del Cabo)
- WestJet obsługiwane przez WestJet Encore (Regina, Saskatoon, Thunder Bay [od 27 czerwca 2014])

### Czartery
- CanJet (Cancún, Manzanillo, Puerto Vallarta, Puerto Plata, Punta Cana, Santa Clara, Varadero)
- Flair Airlines (Fort McMurray, Hamilton, Stephenville, St. John's)
- Keystone Air Service (Dauphin, Swan River)

### Cargo
- Ameriflight (Minneapolis/St. Paul)
- Bearskin Airlines	(Flin Flon, Kenora, Red Lake, The Pas, Thunder Bay)
- Cargojet Airways (Calgary, Edmonton, Hamilton, Iqaluit, Vancouver)
- FedEx Express (Memphis)
- FedEx Express obsługiwane przez Morningstar Air Express (Toronto)
- Purolator Courier obsługiwane przez Kelowna Flightcraft Air Charter (Calgary, Hamilton, Montreal-Mirabel, Vancouver)
- UPS Airlines (Minneapolis/St. Paul)

## Transport
Winnipeg Transit obsługuje dwie trasy autobusowe 15 i 20, które kursują na lotnisko. Stanowisko taksówek i limuzyn znajduje się tuż obok głównego budynku terminalu. Winnipeg Bus Terminal wykorzystywany jest jako centrum przesiadkowe dla Greyhound i innych przewoźników międzymiastowych, znajduje się tuż obok głównego budynku terminalu. Brandon Air Shuttle zapewnia transport między lotniskiem Winnipeg i drugim co do wielkości miastem Manitoby, Brandon, znajduje się na obrzeżach głównego terminala. Wszystkie główne agencje wynajmu samochodów można znaleźć na poziomie przylotów naprzeciwko głównego terminalu.